# Johann Schwerdfeger
Pour les articles homonymes, voir Schwerdfeger.
Johann Schwerdfeger, né le 24 novembre 1914 à Plein et mort le 29 décembre 2015 dans la même ville, est un sous-officier allemand, récipiendaire de nombreuses récompenses lors de la Seconde Guerre mondiale au sein de la Wehrmacht. Il a notamment reçu la croix de chevalier de la croix de fer avec feuilles de chêne, décoration remise pour bravoure exceptionnelle sur le champ de bataille.
Le récit La Peau des hommes de Willi Heinrich (en), paru en 1956, est vaguement inspiré des exploits de ce soldat hors norme. Il serait donc partiellement l'inspirateur de l'adjudant Steiner, le héros du film Croix de fer de Sam Peckinpah.

## Distinctions
- Croix de fer (modèle 1939)
  - 2e classe, le 19 juin 1940
  - 1re classe, le 19 novembre 1942
- Insigne des blessés (modèle 1939) 
  - noir
  - en argent
- Insigne de destruction de blindés, à deux reprises
- Croix de chevalier de la croix de fer
  - Croix de chevalier, le 17 mai 1943, comme Feldwebel et commandant de la 1re compagnie du Jäger-Regiment 228[3]
  - 474e récipiendaire des feuilles de chêne, le 14 mai 1944, comme Oberfeldwebel et commandant de la 1re compagnie du Jäger-Regiment 228[4]